# Les Derniers Jours de Socrate
 (février 2010).
Si vous disposez d'ouvrages ou d'articles de référence ou si vous connaissez des sites web de qualité traitant du thème abordé ici, merci de compléter l'article en donnant les références utiles à sa vérifiabilité et en les liant à la section « Notes et références ».
Les Derniers Jours de Socrate (en arabe Akhir Ayyam Socrate) est une comédie musicale historique en deux actes écrite en arabe par Mansour Rahbani en 1998, et réalisée par Marwan Rahbani, qui fut présentée au Casino du Liban, puis dans le reste du monde arabe. Elle relate la vie de Socrate pendant l’occupation d’Athènes par Sparte en 404 av. J.-C. et pendant son procès.
Les rôles furent distribués selon les acteurs suivants: Rafic Ali Ahmad dans le rôle de Socrate, Houda (la sœur de Fairuz) dans le rôle de Xanthippe, William Heswani dans le rôle d’Anytos, Carole Samaha dans le rôle de Théodora, Assaad Haddad dans le rôle de Mélétos, Ziad Sahid dans le rôle de Critias, Nazih Youssof dans le rôle du général Costa, Antoine Khalifé dans le rôle de Criton, Nader Khoury dans le rôle de Platon et Gilbert Jalkh dans le rôle du fils d’Anytos.

## L’histoire
Acte I: Une panique est semée dans les rues de la glorieuse cité d’Athènes alors que s’approche l’aube du 22 avril 404 av. J.-C.: de part et d’autre, les Athéniens, hommes et femmes, courent dans tous les sens sans savoir où ils vont, hurlant de panique. Les uns serrent les bras des autres, les femmes blottissent leurs enfants contre leurs poitrines, implorent les dieux, les appelant à l’aide et au secours. On se bouscule, on crie, on hurle très fort.
La raison de cette panique est simple: le Ve siècle av. J.-C. touche à sa fin et la guerre du Péloponnèse qui ravageait la Grèce depuis soixante-quatorze ans et ne cessait d’alimenter la discorde et les conflits entre Athènes et sa rivale du sud, la monstrueuse Sparte, va se terminer par la défaite et l’occupation de la plus magnifique de toutes les cités grecques, délaissée et abandonnée par tous ses alliés, trahie par un bon nombre de généraux et d’officiers.
Cette nouvelle se répand dans chaque oreille de chaque habitant d’Athènes à travers les profondes et sages paroles de Socrate. Celui-ci leur en dit également le pourquoi : « Athènes s’est rendue parce qu’Athènes a délaissé la gloire d’Athènes. Sa démocratie s’est plongée dans le désordre. Les voleurs condamnent et les honorables sont condamnés. », alors que son principal adversaire, le plus grand marchand de cuir et le chef des démocrates Anytos, ainsi que ses conseillers, l’orateur Lycon et le poète Mélétos, offrent à cette question une autre réponse, mais contrairement à celle du « plus sage des sages de la Terre », absolument mensongère.
– Socrate, c’est toi le responsable de cette défaite! C’est toi qui nous as enlevé notre religion! À cause de tes enseignements, la colère des dieux s’est abattue sur nous! Il faut que Socrate soit condamné!
– Anytos, je suis chargé d’une mission céleste, répond le philosophe. Je suis venu enseigner les gens à propos de la simplicité.
– Quelle simplicité?! rugit Anytos. Tu as corrompu les jeunes au lieu de les motiver à la résistance. Tu as séparé le fils de son père et tu as volé le frère de son frère. Nous avons subi cette défaite, nous, les habitants de la plus prodigieuse cité de l’Univers, à cause de toi, le chef des ennemis de l’intérieur, et tes disciples, surtout Critias. Vous vous êtes attaqués à la démocratie.
– Nous n’avons pas de temps pour ça, Anytos!, grondent les Athéniens, alors que l’armée de Sparte s’approche des portes de la ville. Vous, les démocrates, êtes la cause de cette défaite, vous n’avez pas su gouverner convenablement. Pourquoi n’avez-vous pas défendu? Devant Sparte, comme les oiseaux vous étiez vaincus.
Hélas, le sort d’Athènes vient de se réaliser: les soldats spartiates, sous la tête victorieuse des généraux Lysandre et Costa, pénètrent dans les rues de la cité. Menaçants, puissants, dangereux, tels des loups devant des agneaux, ils brandissent leurs épées devant les yeux des Athéniens, surveillant chaque mouvement suspect des habitants de la cité maintenant vaincue, prêts à plonger le fer dans la peau. Lysandre, victorieux, lance son discours; vers la fin de ce discours, il demande qui aura l’honneur d’être le nouveau gouverneur d’Athènes, qui prendra le pouvoir au nom de Sparte et avec la collaboration d’un gouvernement nommé « le gouvernement des Trente ». Cet honneur, personne ne le prend à part Critias. Aussitôt, celui-ci est couronné et annonce les nouveaux événements du moment que le pouvoir repose entre ses mains, non sans écouter la menace de Socrate, qui lui annonce la fin misérable de son règne.
Anytos, Mélétos et Lycon décident alors d’annoncer une révolution; le chef des démocrates ordonne alors un soir à son orateur de quitter Athènes et d’envoyer une lettre à des résistants démocrates, leur demandant de préparer la révolution pour enfin détrôner Critias et le gouvernement des Trente et chasser Sparte des terres athéniennes.
Quelques jours plus tard, Critias appelle Anytos dans son palais, lui réclamant une grande partie de sa grande fortune que le chef démocrate a légué à son fils et lui donnant l’ordre de compter parmi ses conseillers et d’être membre d’une campagne anti-démocrate. Anytos accepte bien malgré lui, mais quelques heures plus tard décide de fuir dans les ténèbres afin de rejoindre les résistants. Aussitôt, soutenus par Socrate et ses disciples, les démocrates marchent vers Athènes, et se retrouvent face à face avec Critias qui est en tête d’une armée ne comportant que 1000 hommes. Une bataille fait rage, les combattants transpercent leurs épées et leurs lances, Critias est mort au combat, les démocrates remportent la victoire.
Acte II: La démocratie est revenue à Athènes, glorieuse et victorieuse. Malheureusement, c’est toujours Anytos qui a le pouvoir entre ses mains. Sur son ordre, les impôts augmentent, et comme résultat, une grande famine et une terrifiante crise économique frappe les rues d’Athènes. Les habitants pauvres ont recours à Socrate. Celui-ci en a assez; il soutient les manifestations paysannes et accepte sans hésiter que les paysans révoltent contre les démocrates.
Aussitôt, la haine d’Anytos envers le sage philosophe va augmenter de plus en plus, surtout après qu’il eut accepté bien malgré lui que Socrate participe à la fête qu’il a organisée secrètement un soir de 399 av. J.-C. avec la prostituée de la cité, la belle Théodora, dont le philosophe et le marchand de cuir se disputent l’amour secret, non sans éveiller le soupçon de leurs femmes. Le matin suivant, Anytos et Mélétos reçoivent la visite de Xanthippe, la femme de Socrate; celle-ci leur apprend que Socrate a dormi chez Théodora – à laquelle elle éprouve une haine épouvantable – et demande son aide, de convaincre Socrate afin que celui-ci puisse s’occuper plus de sa famille que de la philosophie, Athènes et Théodora. Anytos fait semblant d’accepter, et décide alors d’utiliser cette accusation afin de juger et condamner son adversaire à mort, afin de se venger de lui à la suite du refus de Socrate d’être en paix avec les démocrates. Aussitôt, Anytos, Mélétos et Lycon portent plainte à un grand nombre de juges, et l’accusation parvient à Socrate. Xanthippe plonge ainsi dans la joie, mais lorsqu’elle apprend de Théodora les causes de la plainte d’Anytos, elle est prise de panique.
En mai 399 av. J.-C., un jour avant le retour d’un navire de Délos, le procès de Socrate prend place; les juges et les démocrates accusent le philosophe d’être athée, de ne croire en aucun dieu, de chasser les dieux d’Athènes, de corrompre les jeunes. Théodora, Platon et Criton proclament en vain son innocence. Socrate aussitôt raconte sa vie et les circonstances de son dévouement et son amour pour la philosophie, ce qui touche le cœur du grand juge Dimitrious. À son tour, celui-ci proclame l’innocence de ce roi des philosophes qui n’a commis aucun crime, mais les démocrates et le plus grand nombre de juges insistent que Socrate soit condamné. Dimitrious est alors contraint de céder et annonce la sentence: Socrate boira une coupe de ciguë après le retour du navire. Le philosophe accepte la sentence sans hésiter, car il doit mourir pour la vérité, pour la philosophie. Aussitôt, il est emmené en prison et attend l’aube.
Pendant ce temps, Xanthippe entre en scène; elle proclame à Anytos que Socrate est innocent, qu’il n’a tué personne. Anytos est obligé de céder et demande à Xanthippe d’offrir une énorme somme d’argent au gardien afin de permettre à Socrate de prendre la fuite. Xanthippe aussitôt lui reproche d’être un tyran sanguinaire, d’être le plus grand voleur qu’Athènes ait connu; cependant, elle veut absolument que son mari prenne la fuite sain et sauf. Socrate refuse ce propos, vu que s’il le fera, il enfreindra la loi, lui qui a consacré toute sa vie pour la loi et les droits de l’homme. Ainsi, le sort de Socrate est accompli; vers la fin de la pièce, il boit la coupe et meurt.

## Distribution
- Scénariste : Mansour Rahbani
- Metteur en scène : Marwan Rahbani
- Musique : Mansour Rahbani, Ghady Rahbani, Oussama Rahbani et Marwan Rahbani
- Costumes : Gaby Abi-Rached
- Chorégraphie : Felix Harounian
- Décor : Roger Jalkh
- Assistante de chorégraphie et entraîneuse à la danse : Danielle Rahbani
- Lumière : Fouad Khoury